# 薄幕层云
薄幕层云（学名：Stratus nebulosus，缩写：St neb )，是层云的一种，也是最常见的层云云种。薄幕层云没有明显的边界和外形，颜色常为灰色。接地的薄幕层云即为雾。